# Kainji-Stausee
Der Kainji-Stausee ist ein Stausee am Niger im Nordwesten Nigerias.

## Lage

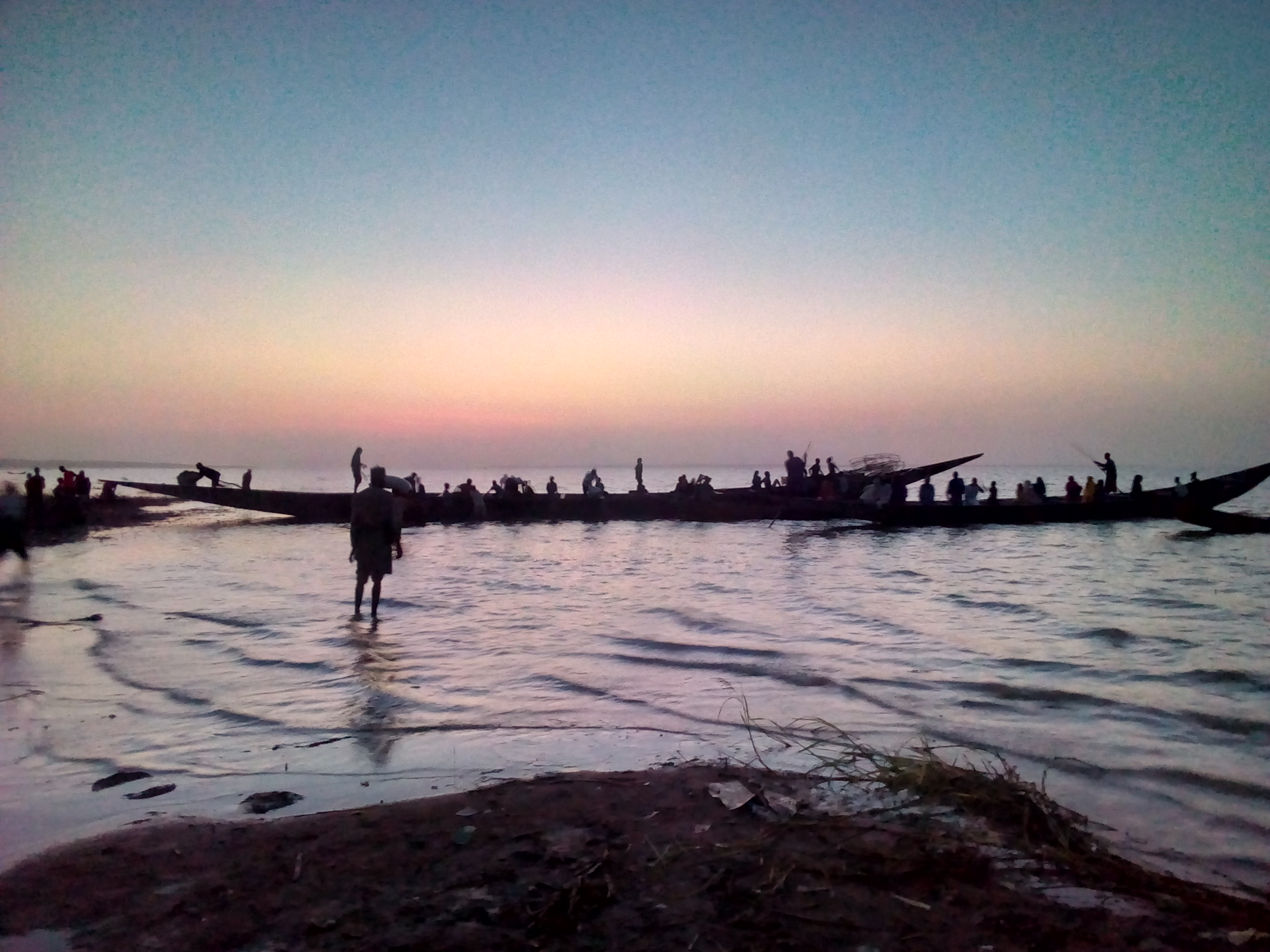
Sonnenuntergang über Kainji-Stausee.

Er wird seit 1968 durch den Kainji-Staudamm aufgestaut und ist Teil der Bundesstaaten Niger und Kebbi. Der durchschnittlich 12,1 m tiefe Stausee ist maximal 1243 km² groß und staut 15 Milliarden m³ Wasser. Er ist nach der Fläche der größte und nach dem Speicherinhalt der zweitgrößte Stausee in Nigeria. Nur der im Frühsommer 2023 in Betrieb genommen Zungeru-Stausee ist größer.

## Staudamm
Der Staudamm ist als Erdschüttdamm kombiniert mit einer Gewichtsstaumauer gebaut. Er liegt südlich des Sees im Bundesstaat Niger und produziert den Strom für die meisten Städte Nigerias. Sein Bau dauerte von 1964 bis 1968 und kostete schätzungsweise 209 Millionen Dollar, von denen ein Viertel für die Umsiedlung der Bevölkerung verwendet wurde. Zusammen mit dem kleineren Damm für einen Nebenfluss ist er 10 km lang und an seiner höchsten Stelle, in der Mitte, 65 m hoch. Der Staudamm ist für zwölf Turbinen mit einer Produktion von 960 MW gebaut, von denen bisher nur zehn installiert worden sind, die ca. 800 MW produzieren. Ein Teil dieser Energie wird an den Nachbarstaat Niger verkauft.

## Schutzgebiete
Die im Stausee liegenden Foge Islands wurden 2008 zu einem Feuchtgebiet mit internationaler Bedeutung erklärt und in die Liste der Ramsar-Konvention aufgenommen. Der See liegt zum Teil im Kainji-Nationalpark.